# Беовулф (филм из 2007)
Беовулф (енгл. Beowulf) је 3Д рачунарско анимирани фантастични акциони филм из 2007. године, режисера и ко-продуцента Роберта Земекиса, према сценарију Нила Гејмана и Роџера Аварија, заснован на истоименој староенглесој епској песми. Гласове позајмљују Реј Винстон, Ентони Хопкинс, Џон Малкович, Робин Рајт, Брендан Глисон, Криспин Гловер, Алисон Ломан и Анџелина Џоли, а филм приказује људске ликове анимиране помоћу анимацију снимања покрета уживо, која је раније коришћена у филмовима Поларни експрес (2004) и Чудовишна кућа (2006).
Филм је премијерно приказан 5. новембра 2007. у Лос Анђелесу, а у америчке биоскопе је пуштен 16. новембра исте године од стране компаније Paramount Pictures, док је Warner Bros. Pictures био задужен за међународну дистрибуцију. Филм је добио умерено позитивне критике од стране критичара, који су похвалили визуелне ефекте, снимање покрета и гласовну глуму, док су критиковали аспекте интерпретације песме. Филм није постигао успех на благајнама, пошто је зарадио само 196,4 милиона долара уз буџет од 150 милиона долара.

## Радња
Године 507, легендарни геатишки ратник Беовулф путује у Данску са својом дружином војника, која укључује и његовог најбољег пријатеља Виглафа. Они се сусрећу са краљем Хротгаром, коме је потребан херој да убије Грендела, ужасно деформисано створење налик тролу са ужасавајућом снагом и лукавством, које је напало и убило многе Хротгарове ратнике током прославе у Хеороту, дворани за медовину. По доласку, Беовулфа привлачи Хротгарова жена, краљица Велтова, којој се и он свиђа.
Беовулф и његови људи славе у Хеороту како би намамили Грендела. Када звер нападне, Беовулф одлучује да води равноправну борбу и сукоби се с њим ненаоружан и го. Током борбе, Беовулф открива да Грендел има преосетљив слух и напада његову бубну опну. Грендел се смањује и успева да побегне тек након што му Беовулф одсече руку, смртно га ранивши. У знак захвалности што је ослободио његово краљевство од чудовишта, Хротгар даје Беовулфу свој златни рог за пиће, који обележава Хротгарову победу над моћним змајем Фафниром.
У његовој пећини, Гренделова мајка се заклиње да ће се осветити због његове смрти. Она путује у Хеорот и коље Беовулфове људе док спавају. Хротгар говори Беовулфу и Виглафу, који су током напада спавали изван дворане, да је то дело Гренделове мајке. Она је последњи од водених демона, за које се мислило да су напустили земљу. Хротгаров саветник Унферт нуди Беовулфу свој мач Хрунтинг да убије Гренделову мајку. Беовулф и Виглаф затим путују до демонске пећине, где Беовулф улази сам и наилази на демона, који има обличје прелепе наге жене прекривене златом. Покушава да је убије Хрунтингом, али не успева због њене магије; уместо тога, она га заводи обећањима да ће га учинити краљем у замену за рог за пиће и сина који ће заменити Грендела, на шта Беовулф пристаје када се њих двоје пољубе.
Након тога, Беовулф се враћа у Хеорот са Гренделовом главом и објављује да је убио демонову мајку. Он препричава улепшане приче о борби, тврдећи да је оставио мач набоден у тело Гренделове мајке и изгубио златни рог за пиће у бици. Хротгар насамо разговара са Беовулфом и пита да ли је он заиста убио Гренделову мајку. Упркос томе што се Беовулф хвалио и назвао Гренделову мајку „вештицом”, Хротгар није заваран. И њега је завео демон, а Грендел је био резултат њиховог сусрета. Хротгар тврди да је једино важно да је Грендел мртав и да проклетство Гренделове мајке више није његово. Беовулф тада схвата да је клетва прешла на њега након његове везе са демоном. Хротгар проглашава Беовулфа за свог наследника, а затим извршава самоубиство скочивши са парапета замка на обалу испод. Гренделова мајка се појављује као златна светлост у таласима и вуче Хротгаров леш у море док се гомила поклања краљу Беовулфу.
Педесет година касније, старији Беовулф је отуђени муж Велтове, који је прешао у хришћанство. Беовулф има љубавницу, Урсулу, али његова веза са Гренделовом мајком оставила га је стерилним и за жену и за љубавницу. На годишњицу Беовулфове победе над Гренделом, Унферт враћа златни рог за пиће, који је његов роб пронашао у мочварама. Те ноћи, оближње село уништава змај, који се затим претвара у златну фигуру, који наређује Унферту да пренесе поруку краљу Беовулфу, змајевом оцу: греси оца су му се вратили (позивајући се на фаустовску клетву, за коју Велтова зна). После тога, Беовулф приватно признаје Велтови о својој афери са Гренделовом мајком и њих двоје се мире.
Беовулф и Виглаф поново одлазе у пећину, а Беовулф улази сам. Када се појави Гренделова мајка, Беовулф јој баца златни рог, али она одбија да заустави нападе. Змај напада Беовулфов замак, претећи Велтови и Урсули. Упркос својим годинама, Беовулф улаже велике напоре да заустави змаја, сечући сопствену руку током борбе. На крају, он убија змаја тако што му ишчупа срце, а он и створење пада на стеновиту обалу испод замка. Змај се претвара у златну хуманоидну форму, пре него што га море одвуче. Док му се Виглаф приближава, Беовулф покушава да каже истину о својој афери са Гренделовом мајком и признаје свог сина, али Виглаф инсистира на томе да његово наслеђе треба да остане нетакнуто. Беовулф умире од задобијених рана убрзо након тога.
Као нови краљ, Виглаф организује Беовулфу скандинавску сахрану. Виглаф проналази златни рог у песку и види како се Гренделова мајка појављује у заласку сунца. Она даје Беовулфу последњи пољубац пре него што његов запаљени брод потоне у море. Гренделова мајка полако излази на површину воде и заводљиво позива Виглафа ка себи. Он гази у море, тужан и искушаван, држећи златни рог за пиће, пре него што застане на пола пута у таласима.

## Улоге
| Глумац         | Улога            |
| -------------- | ---------------- |
| Реј Винстон    | Беовулф          |
| Ентони Хопкинс | краљ Хротгар     |
| Џон Малкович   | Унферт           |
| Робин Рајт     | краљица Велтова  |
| Брендан Глисон | Виглаф           |
| Криспин Гловер | Грендел          |
| Алисон Ломан   | Урсула           |
| Анџелина Џоли  | Гренделова мајка |